# Бурдадзори
Бурдадзори (груз. ბრდაზორი) — село в Грузии, на территории Марнеульского муниципалитета края (мхаре) Квемо-Картли.

## География
Село находится в юго-восточной части Грузии, на северном склоне Сомхетского хребта, на берегу реки Бурдадзор, вблизи государственной границы с Арменией, на расстоянии приблизительно 27 километров (по прямой) к юго-западу от города Марнеули, административного центра муниципалитета. Абсолютная высота — 756 метров над уровнем моря.

## Население
По результатам официальной переписи населения 2014 года в Бурдадзори проживало 38 человек (19 мужчин и 19 женщин). В национальной структуре населения армяне составляли 97,4 %, азербайджанцы — 2,6 %.
| Год  | Население, человек |
| ---- | ------------------ |
| 2002 | 58                 |
| 2014 | ↘ 38               |